# Christoph Hinz (Theologe)
Christoph Paulus Otto Friedrich Hinz (* 28. Januar 1928 in Zezenow, Kreis Stolp; † 21. März 1991 in Magdeburg) war ein evangelischer Theologe und zuletzt Propst des Propstsprengels Magdeburg.

## Leben
Christoph Hinz studierte nach dem Besuch der Schulen in Kolberg und Halberstadt an der Westfälischen Wilhelms-Universität in Münster evangelische Theologie. Er setzte seine Studien fort an der Kirchlichen Hochschule in Berlin-Zehlendorf und an der Ruprecht-Karls-Universität Heidelberg, dort insbesondere bei dem Alttestamentler Gerhard von Rad. Den Vorbereitungsdienst zum Pfarramt leistete er in Halle an der Saale ab, verbunden mit den Aufgaben des Inspektors am Sprachenkonvikt. Nach Abschluss seiner Studien wurde Christoph Hinz 1955 zunächst kommissarisch eingesetzter Studentenpfarrer und 1956, nach  dem 2. Theologischen Examen 1956 in Magdeburg, Provinzialpfarrer für die Evangelische Studentengemeinde in Halle/Saale.

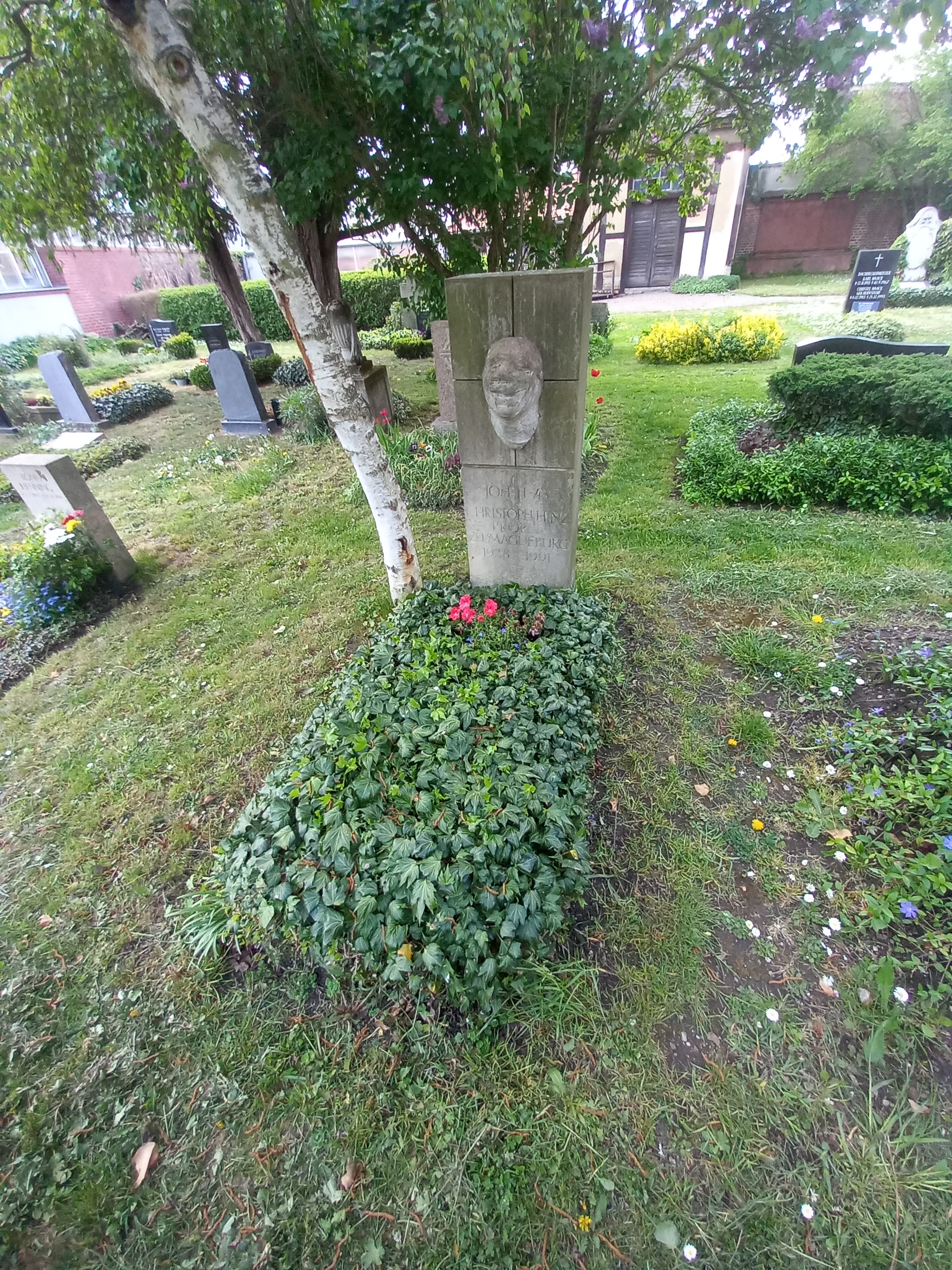
Grab von Christoph Hinz auf dem evangelischen Laurentiusfriedhof in Halle

Von 1963 bis 1967 war er Gemeindepfarrer an der Kirche St. Viti in Merseburg. Danach wurde er Rektor des Pastoralkollegs der Evangelischen Kirche der Kirchenprovinz Sachsen in Gnadau und 1978 Propst des Propstsprengels Magdeburg. 1986 trat er aus gesundheitlichen Gründen in den vorzeitigen Ruhestand.
Als Mitglied der Kommission für Glauben und Kirchenverfassung des Ökumenischen Rates der Kirchen (ÖRK) war Christoph Hinz am Zustandekommen der Lima-Erklärung zu Taufe, Eucharistie und Amt beteiligt. Besonders angelegen war ihm auch das Verhältnis der Kirche zu Israel. 1982 erhielt Christoph Hinz die Ehrendoktorwürde der Kirchlichen Hochschule Berlin-Zehlendorf.
Christoph Hinz war der Sohn von Paulus Hinz, zu seinen Brüdern gehörten Erdmann-Michael Hinz, Johann-Peter Hinz und Jörg-Tilmann Hinz.

## Schriften
- Die Krankheitspsalmen. Ein Gespräch mit ihren Betern. Evangelische Verlagsanstalt, Leipzig 1994, ISBN 978-3-374-01504-7.

## Belege
1. ↑  Die Geschichte der ESG Halle  Autor: Andreas Thulin (Memento vom 18. Dezember 2015 im Internet Archive)
2. ↑  Magdeburger Biographisches Lexikon Autor: Gerhard Zachhuber

| Personendaten    | Personendaten                                              |
| ---------------- | ---------------------------------------------------------- |
| NAME             | Hinz, Christoph                                            |
| ALTERNATIVNAMEN  | Hinz; Christoph Paulus Otto Friedrich (vollständiger Name) |
| KURZBESCHREIBUNG | deutscher evangelischer Theologe und Propst                |
| GEBURTSDATUM     | 28. Januar 1928                                            |
| GEBURTSORT       | Zezenow, Kreis Stolp                                       |
| STERBEDATUM      | 21. März 1991                                              |
| STERBEORT        | Magdeburg                                                  |